# Гукс (Техас)
Гукс (англ. Hooks) — місто (англ. city) в США, в окрузі Бові штату Техас. Населення — 2518 осіб (2020).

## Географія
Гукс розташований за координатами 33°28′13″ пн. ш. 94°17′9″ зх. д. / 33.47028° пн. ш. 94.28583° зх. д. (33.470384, -94.285865).  За даними Бюро перепису населення США в 2010 році місто мало площу 5,41 км², з яких 5,40 км² — суходіл та 0,01 км² — водойми.

## Демографія
Згідно з переписом 2010 року, у місті мешкало 2769 осіб у 1099 домогосподарствах у складі 724 родин. Густота населення становила 512 осіб/км².  Було 1274 помешкання (236/км²).
Расовий склад населення:
| - 81,6 % — білих - 11,3 % — чорних або афроамериканців - 0,7 % — корінних американців - 0,5 % — азіатів - 0,2 % — вихідців з тихоокеанських островів - 2,4 % — осіб інших рас |

До двох чи більше рас належало 3,4 %. Частка іспаномовних становила 6,5 % від усіх жителів.
За віковим діапазоном населення розподілялося таким чином: 27,7 % — особи молодші 18 років, 59,4 % — особи у віці 18—64 років, 12,9 % — особи у віці 65 років та старші. Медіана віку мешканця становила 35,0 року. На 100 осіб жіночої статі у місті припадало 93,8 чоловіків;  на 100 жінок у віці від 18 років та старших — 87,5 чоловіків також старших 18 років.
Середній дохід на одне домашнє господарство  становив 39 344 долари США (медіана — 32 650), а середній дохід на одну сім'ю — 42 201 долар (медіана — 36 000). За межею бідності перебувало 29,8 % осіб, у тому числі 42,7 % дітей у віці до 18 років та 15,1 % осіб у віці 65 років та старших.
Цивільне працевлаштоване населення становило 1005 осіб. Основні галузі зайнятості: освіта, охорона здоров'я та соціальна допомога — 20,2 %, публічна адміністрація — 16,5 %, мистецтво, розваги та відпочинок — 12,8 %, будівництво — 11,3 %.